# 機動戦士ガンダム 新ギレンの野望
『機動戦士ガンダム 新ギレンの野望』（きどうせんしガンダム しんギレンのやぼう）は、2011年8月25日に発売されたPlayStation Portable（以下、PSP）用ゲームソフト。戦略シミュレーションゲーム『ギレンの野望』シリーズの7作目である。
PSPでは『ジオンの系譜（移植版）』、『アクシズの脅威』、『アクシズの脅威V』に続いて4作目に当たる。パッケージイラストは杉浦幸次によるもので、バナージ・リンクス、フル・フロンタル、ギレン・ザビ、シャア・アズナブル、アムロ・レイが描かれている。

## 概要
『機動戦士ガンダム』『機動戦士ガンダム 逆襲のシャア』で描かれた「一年戦争」「第二次ネオ・ジオン抗争」を題材にした戦略級シミュレーションゲーム。タイトルに「新」と冠せられ、前作からシステムが大きく変更されている。
従来のシリーズでは地球連邦軍のレビル将軍やジオン公国のギレン・ザビ総帥のような軍の総司令となって全軍を指揮していたが、本作ではアムロ・レイのような一パイロットや、ドズル・ザビのような基地司令・艦隊司令の立場でもプレイが可能になっている。
一パイロット・基地司令・艦隊司令の立場でプレイした場合、自分よりも階級の高い兵士は操作できないなどプレイヤーができる行動には制限がかかり、プレイヤーにできない行動はＣＰＵが代行する。
全体マップは『ジオンの系譜』『アクシズの脅威』のような分割マップ方式からセガサターン版（以下SS版）『ギレンの野望』のような大きな一枚マップ方式になった。生産できる機体数の総数は前作『アクシズの脅威V』では250体だったが、本作では300体までとなった。ただし、SS版『ギレンの野望』にあった機体ごとの生産数制限が復活したため、例えばガンダムだけを300体量産するようなことはできなくなった。
戦闘アニメーションは従来の2倍のパターンが用いられ戦闘演出が強化された。また、データインストールに対応しており、メモリースティックDuoにゲームデータの一部を保存することでロード時間を短縮できる。
主題歌は井上大輔の『哀・戦士』。オープニングやCM、プロモーションに使用された。
店頭で販売されるUMD版の他に、PlayStation Storeでのダウンロード販売も行われている。また、追加シナリオもダウンロード販売された。
雑誌『週刊ファミ通』第1185号のクロスレビューでは合計32点を獲得してゴールド殿堂入りと評価された。

## シナリオ
ダウンロードコンテンツを省いたシナリオを記述する。ただし、テム・レイ編のみ、特殊な立場のシナリオであることから、例外的に記述する。

### パイロット
パイロットの立場のシナリオ。少数の戦力のみを操作可能で、他のユニットはオートで動く。出来ることが少ない反面、比較的短時間で手軽にプレイできる。階級が上昇することで権限が増え、出来ることが増えて行く。
アムロ・レイ編（一年戦争）
U.C.0079年9月。スペースコロニー・サイド7で新兵器「RX-78-2 ガンダム」のテストを行っていた連邦軍はジオン軍の襲撃を受ける。サイド7に住んでいた少年アムロ・レイはガンダムに乗り込み、ジオン軍のMSを撃破する。生き残った少年たちはガンダムとともに連邦軍の新型強襲揚陸艦ホワイトベースに乗り込みサイド7を脱出する。
シャア・アズナブル編（一年戦争）
U.C.0079年9月、ジオン公国の特務部隊のシャア・アズナブルはサイド7にて連邦軍の新兵器を発見する。しかし連邦の新兵器は強力でシャアは配下を次々と失う。シャアは連邦の新兵器をジオンの勢力圏内である北米大陸に誘い込み、北米大陸を治めるガルマ・ザビ大佐と協力して対抗しようとする。
ガイア編
U.C.0079年11月、連邦軍の主力部隊はいよいよ地球の重要拠点であるオデッサ鉱山基地へと迫っていた。ルウム戦役で連邦軍の大将レビルを捕獲した英雄「黒い三連星」のガイアはオデッサ基地防衛のため、キシリア・ザビ少将によって召喚されていた。ガイアらはV作戦の新兵器「木馬」を迎撃すべく、新型重MS「ドム」で出撃する。
アムロ・レイ編（逆襲のシャア）
U.C.0090年、地球連邦軍は反連邦運動を鎮圧するため「ロンド・ベル隊」を設立する。ロンド・ベルのMS部隊長となったアムロ・レイは反連邦運動が活発化している背後にシャアの復活を予感していた。
クェス・パラヤ編
U.C.0093年、地球連邦政府高官の娘クェス・パラヤはシャア・アズナブルに惹かれ、ネオ・ジオンに参加する。ネオ・ジオンでニュータイプとしての素質を見出されたクェスは大型MAα・アジールを任される。ネオ・ジオンのアクシズ落とし作戦を守るため、連邦軍のロンド・ベル隊を迎撃するため、クェスは出撃する。

### 司令官
基地司令や艦隊司令として大部隊を指揮する立場のシナリオ。パイロットに比べると出来ることが多い中級者向けのシナリオ。シナリオの進行によっては総帥に就任し、扱えるコマンドが増える。
ティアンム提督編
U.C.0079年12月2日、地球連邦軍のティアンムはジオン軍の宇宙要塞ソロモンを攻略するため大艦隊を率いて出撃する。しかし、ジオン軍は対連邦艦隊の切り札としてソーラ・レイを用意しており、レビル将軍は戦死してしまう。ティアンムはレビルの代わりに連邦軍の総司令官となる。
ドズル・ザビ編
U.C.0079年12月24日、ティアンム率いる連邦軍艦隊はジオンの宇宙要塞ソロモンを攻撃すべく大部隊による包囲網を敷いていた。ソロモンの総司令であるドズル・ザビは連邦艦隊を迎え撃つ。
シャア・アズナブル編（逆襲のシャア）
U.C.0088年の第一次ネオ・ジオン抗争終結後、かつてエゥーゴでティターンズを相手に戦っていた際に連邦軍の腐敗を目の当たりにしたシャアは、反連邦運動を糾合し「ネオ・ジオン」の旗揚げを目論む。戦力で連邦に劣るシャアはアナハイム・エレクトロニクスに協力を要請する一方で、連邦の弾圧に遭っている各コロニーの反連邦運動を支援し、自軍へと引き入れて行く。

### 総帥
軍の総大将として全体を指揮する立場のシナリオ。軍事、開発、生産など全てのコマンドを使用できる従来の『ギレンの野望』シリーズと同様の自由度の高いゲームシステム。プレイ時間がかかるため上級者向けとされている。
ギレン・ザビ編
U.C.0079年、ジオン公国のギレン・ザビ総帥は地球連邦に対して宣戦を布告する。巨大人型兵器「モビルスーツ」（MS）ザクを開発したジオン公国は数に勝る連邦軍を圧倒する。そして、いよいよ地球を占領すべく、地球降下作戦を実行に移す。連邦を打倒し、ジオン公国の独立を果たすため、ギレンの野望が動き出す。
レビル将軍編
U.C.0079年、ジオン公国は地球連邦に対して宣戦を布告。連邦軍の将軍レビルはこれに対抗するも、モビルスーツ・ザクを持つジオンに劣勢を強いられる。コロニー落としと3度に渡る地球降下作戦で地球の半分をジオンに占領されてしまう。連邦軍の総司令であるレビル将軍はこれに対抗するため、自軍でのMS開発計画、「V作戦」を計画する。ザビ家による独裁を目論むギレンの野望を打倒するために。

### 技術士官
ダウンロードコンテンツシナリオであるテム・レイ専用シナリオ。基本的にできることはパイロット・司令官シナリオと同一だが、兵器関係の仕事を任されているため、兵器関係のコマンドと兵器改良も使える。総帥シナリオ以外では自動で兵器開発処理がされるが、テム・レイ編では自分でどの兵器を作るかがコントロール可能である（逆に言えば何もしないと兵器は一向に開発されない上、ストーリーの都合でV作戦の兵器は必ず作る必要がある）。ただし、総帥シナリオと違い、開発には発言力が必要なため、発言力の消費が激しい。そのため「どの兵器を開発、改良をするか・発言力をどのようにして使うか」が求められる。
テム・レイ編
U.C.0079年、連邦はジオンのモビルスーツに対抗する術がなく、敗戦を重ねていった。しかしただ手をこまねいていたわけではなく、ジオンのモビルスーツに対抗するためにレビル将軍主導の元、「V作戦」を始動する。
辺境のコロニーであるサイド7で反抗作戦が密かに始まる。テム・レイはV作戦の主任を命じられ、ジオンのモビルスーツ「ザク」を圧倒できるモビルスーツを作り出すため、RX計画に着手する。

## ゲームシステム

### 新システム

#### パイロット・司令官・技術士官シナリオ
パイロットシナリオ、司令官・テム・レイシナリオでは、資金・資源の代わりに「発言力」がコマンド使用コストとなる。発言力は階級に応じて1ターンごとに増加するが、与えられた目標を達成することでも増加する。
要請
総帥シナリオでは資金・資源を消費してMSを生産するが、パイロット・司令官シナリオでは、発言力を使用してMSを要請すると、一定ターン後にそのMSが配備される。ワールドマップ上にいる場合だと自分のユニットの近くに配備される。特別拠点戦の最中にロールアウトすると本拠地（連邦ならジャブロー、ジオンならズム・シティ）など主人公の近くに配備されないこともある。
命令・編入
主人公が要請する以外の兵器はAIが自動的に生産、配備し、操作もオートで行われる。CPUの操作するユニットに「命令」することでそのターンのみ自由に動かすことができる。また「編入」することでそのユニットを自分の配下としてずっと操作できるようにすることもできる。「編入」は「命令」よりも多くの発言力を消費する。また、自分よりも階級の高いキャラクターが乗っているユニットには命令も編入もできない。

#### 総帥シナリオ
総帥シナリオは全てのユニットを操作することが可能。また、全てのコマンドを使用することができる。
自国支持率と国際世論
『アクシズの脅威』のアライメントに代わって導入されたパラメータ。本作では総帥シナリオのみ有効。
自国支持率は国民からの支持の高さを意味している。高ければ自軍部隊の士気が上昇したり、拠点開発度が上昇するが、低いと士気が低下したり、暴動が発生したりする。
国際世論は中立勢力からの評価を意味している。高ければ資金・資源・軍事技術の援助を受けられることがあるが、低いと敵軍の士気が上昇したり、自軍の輸送コマンドが使えなくなるデメリットがある。
新規特別プランの追加
戦略コマンドの「特別」プランに、「資源購入」が追加された。資源の売却による資金の入手だけでなく、資源の購入もできるようになった。また、前述の自国支持率を上昇させる「臨時配給」と国際世論を上昇させる「外交強化」のコマンドも追加されている。
委任コマンド
総帥モードでは全てのユニットが操作可能だが、特定のユニットの操作をAIに任せることもできる。「攻撃」「突撃」「支援」「遊撃」「伏兵」「防衛」「制圧」「連動」の8種類から行動の傾向を指示することができるようになった。また、特別拠点戦では全てのユニットの操作をAIに任せる全委任と委任解除を1ターンごとに変更することも可能。

#### 共通
作戦コマンド
戦闘時に部隊に配備されているキャラクターの能力によっては、攻撃、防御以外のコマンドも使用できるようになった。メリットとデメリットがあるため、状況に応じたコマンド選択が重要になる。
- 狙撃…指揮力50以上／射撃50以上で使用可能。射撃の命中率が大幅に上昇するが、攻撃回数が3/4になり、格闘攻撃を行わないコマンド。
- 牽制…指揮力50以上／防御50以上で使用可能。防御力と回避力が上昇し、物資の消費も少なくなるが、攻撃回数が半減する。拠点防御時に有効。
- 突撃…指揮力50以上／格闘50以上で使用可能。戦闘開始後の射撃戦は回避のみを行い、格闘戦闘のみを行う。格闘戦用の機体に有効だが、疲労度が上昇しやすい。
- 総攻撃…指揮力70以上で使用可能。射撃回数が1.5倍になる代わりに、物資消費と疲労度も1.5倍になる。

スキルシステム
キャラクターが特殊な能力を発揮する「スキル」を所持するようになった。スキルによって獲得できる資金が上昇したり、弾薬の消費量を抑えたり、様々な効果がある。スキルは一人のパイロットにつき最大3種類持つことができる。パイロットのレベルアップに応じて新たなスキルを獲得したり、上位のスキルに変化することがある。
戦闘時ロールアウトとユニットの鹵獲
特別拠点で生産中の兵器は、前作までは戦闘中は生産が完了しなかったが、本作では特別拠点戦の5ターン開始時に配置されるようになった。ただし、特別拠点が敵軍に占領された状態だと、敵軍に鹵獲されてしまう。
歴史介入システム
シナリオをクリアすることで得られる「歴史介入ポイント」を使用することで、次回のプレイで時代や所属する軍を無視してパイロットと機体をサポートチームとして自軍に編入することができるシステム。その機体が撃墜された場合は、パイロットは負傷中となり一定ターン後に復帰するが、機体を再入手することはできない。
本作ではガンダムUCの機体やキャラクターは歴史介入システム用のサポートユニットとして登場する。

### その他のシステムの変更点
スタック
ギレンの野望では複数のユニットを1つのヘクス（六角形のマス目）に一緒に配置することができ、これをスタックと呼ぶ。前作までは最大3ユニットがスタック可能だったが、本作では最大6ユニットのスタックが可能になった。ただし、前作までは量産機は1ユニットで3〜5機編成のものもあったが、本作では専用機・量産機の区別なく1ユニットは1機になった。また、本作はモビルアーマーもスタック可能になった。これにより「シャア専用ゲルググとエルメスのチーム」のような原作を再現したチームも編成可能になった。
ユニットのサイズによってスタック数が変わる。なお、MSをサブフライトシステム（SFS）に乗せた場合、2ユニット分として計算される。
- ユニットサイズS…標準的なユニットで最大6機スタック可能。ガンダムやザクなどのMSやドップなどの航空機、61戦車など。
- ユニットサイズM…2ユニット分を占有する大き目のユニット。νガンダム、サザビーなどの大型MS、デプロッグなどの大型爆撃機。
- ユニットサイズL…3ユニット分を占有する大型のユニット。ビグ・ザム、デンドロビウム、α・アジールなどの大型MA。
- ユニットサイズH…スタック不能。ホワイトベースやムサイなどの艦船。

生産数の制限
本作ではユニットごとに生産できる数の上限が決まっている。例えばガンダムは1機、ガンキャノンは12機、ガンタンクは15機、ジムは70機まで…という具合。強力な試作機や専用機のようなユニットは上限が少なく、量産機は上限が多いため、強力なユニットだけを多数作るということはできなくなった。ただし、そのユニットが撃墜されれば再度上限まで生産することはできる。また、後述する開発の「兵器改良」で「生産性向上」を行うことで、ユニットの性能を低下させる代わりに生産数の上限を増やすことができる。
諜報システムの変更
前作までは「諜報部予算投入」コマンドで諜報レベルを上昇させるとそれに応じて自動的に効果があるシステムだった。
本作では諜報コマンド内にいくつかのサブメニューが新設され、任意の諜報行動が取れるように変更された。
諜報能力は「予算投入」コマンドで資金1000と引き換えに+20される他、毎ターンごとに+10される。その諜報能力を使用することで様々な効果を得られる。ただし、いずれも敵の警戒レベルが上昇してしまい、次回の成功率が下がる。警戒レベルはターン数の経過で低下する。
- 敵軍調査…諜報能力を15使用。敵軍の情報を獲得する。
- 敵地潜入…諜報能力を30使用。敵地に潜入して敵の軍事技術情報を盗み出し、自軍の敵性技術EXPを上昇させる。
- 破壊工作…諜報能力を40使用。敵の特別拠点を破壊することで、敵拠点の防衛レベルを低下させる。
- 裏取引…諜報能力を50使用。敵の内通者から敵兵器を購入する。警戒レベルが低い程良質なラインナップになりやすく、稀に開発プラン（設計図）が候補に入る。

改造システムの変更
今作は『アクシズの脅威』のような、ザクIIをザクキャノンにしたり、サラミスをサラミス改にしたりといった別機種への改造はできなくなった。
『ジオン独立戦争記』のように改造段階によって能力値を上昇させることができるようになった。パイロット・司令官シナリオでは「改造」として選択した機体のみ15段階まで可能。総帥とテム・レイシナリオでは「兵器改良」として、今後生産される兵器全てに適用され、最大9段階までという違いがある。
- 出力強化…攻撃力が上昇する代わりにEN消費も増える。
- 装甲強化…耐久力が上昇する代わりに運動性、移動力が低下する。
- 推力強化…運動性、移動力が上昇する代わりに攻撃力が低下する。
- 燃料増加…ENの最大値が上昇する。
- 生産性向上…生産コストを安くする代わりに、全ての能力値を低下させる。総帥シナリオの「兵器改良」のみ可能。

## 特典 & ダウンロードコンテンツ
パッケージ (UMD) 版の封入特典として、本編に登場しないユニットやキャラクターが使用可能になるプロダクトコードが封入される。この特典はダウンロード版購入者には9月22日よりPlayStation Storeにて配信開始。
- カミーユ・ビダン、Ζガンダム、ガンダムMk-II、リック・ディアス
- ファ・ユイリィ、Ζガンダム、リック・ディアス
- ジュドー・アーシタ、ΖΖガンダム、Ζガンダム、百式、ズゴック
- ルー・ルカ、Ζガンダム、ΖΖガンダム
- フォウ・ムラサメ、サイコガンダム
- ロザミア・バダム、ギャプラン
- パプテマス・シロッコ、メッサーラ、ガブスレイ、ハンブラビ、ジ・О
- ハマーン・カーン、キュベレイ、アッガイ
- エルピー・プル、キュベレイMk-II
- プルツー、キュベレイMk-II

また、有料ダウンロードコンテンツとして以下のキャラクターのシナリオが2011年9月1日より配信開始された。
- ブライト・ノア編
- テム・レイ編
- ガルマ・ザビ編
- キシリア・ザビ編
- マ・クベ編
- ランバ・ラル編
- ハサウェイ・ノア編
- ギュネイ・ガス編

## 登場作品
メインシナリオは『ファーストガンダム』時代の一年戦争と『逆襲のシャア』時代の第二次ネオ・ジオン抗争のみとなり、『Ζ』、『ΖΖ』時代のシナリオは無くなった。ただし、「U.C.0079年時に連邦軍に所属していたヤザンやジャミトフ」、「U.C.0079年時にジオン軍に所属していたアポリー、ロベルト」、「U.C.0093年にネオ・ジオンに参加したイリア・パゾム」といった形でΖ、ΖΖのキャラクターや機体も登場する。また、ギレンシリーズでは初めて『ガンダムUC』のキャラクターや機体がゲスト参戦する。
| テレビアニメ - 機動戦士ガンダム - 機動戦士Ζガンダム - 機動戦士ガンダムΖΖ OVA - 機動戦士ガンダム0080 ポケットの中の戦争 - 機動戦士ガンダム0083 STARDUST MEMORY - 機動戦士ガンダム 第08MS小隊 - 機動戦士ガンダム MS IGLOO - 機動戦士ガンダムUC 劇場版 - 劇場版 機動戦士ガンダム - 機動戦士ガンダム 逆襲のシャア | ゲーム - 機動戦士ガンダム CROSS DIMENSION 0079 - 機動戦士ガンダム外伝 THE BLUE DESTINY - 機動戦士ガンダム外伝 コロニーの落ちた地で… - 機動戦士ガンダム戦記 Lost War Chronicles - 機動戦士ガンダム ギレンの野望 小説・その他 - 機動戦士ガンダム（小説版） - モビルスーツバリエーション (MSV) - MS-X - 大河原邦男コレクション (M-MSV) - GUNDAM THE RIDE - ハーモニー・オブ・ガンダム - 機動戦士ガンダム 逆襲のシャア ベルトーチカ・チルドレン（CCA-MSV） - 機動戦士ガンダム 閃光のハサウェイ |

## キャスト

### 機動戦士ガンダムの登場人物
| ジオン公国 - ギレン・ザビ（銀河万丈） - ドズル・ザビ（玄田哲章） - キシリア・ザビ（小山茉美） - ガルマ・ザビ（森功至） - コンスコン（加藤治） - トワニング（佐藤正治） - バロム（池田勝） - ラコック（戸谷公次） - マ・クベ（田中正彦） - ウラガン（佐藤正治） - シャア・アズナブル（池田秀一） - シャリア・ブル（筈見純） - ランバ・ラル（広瀬正志） - ガイア（徳丸完） - ドレン（池田勝） - フラナガン・ブーン（大友龍三郎） - ガデム（水鳥鐵夫） - クランプ（二又一成） - マッシュ（佐藤正治） - オルテガ（二又一成） - シムス・アル・バハロフ（摩利按世） - マリガン（戸谷公次） - ダロタ（古川登志夫） - ララァ・スン（潘恵子） - コズン・グラハム（宝亀克寿） - トクワン（戸谷公次） - アカハナ（加藤治） - ボラスキニフ（池田勝） - ククルス・ドアン（徳丸完） - デニム（緒方賢一） - デミトリー（古川登志夫） - アコース（緒方賢一） - ジーン（若本規夫） - スレンダー（中嶋聡彦） - クラウレ・ハモン（中谷ゆみ） - フラガナン博士（大友龍三郎） - セシリア・アイリーン（井上喜久子） - デギン・ザビ（藤本譲） | 地球連邦 - レビル（村松康雄） - ゴップ（細井重之） - エルラン（仲木隆司） - ティアンム（藤城裕士） - パオロ・カシアス（政宗一成） - アントニオ・カラス（二又一成） - ワッケイン（曽我部和恭） - ウッディ・マルデン（岡部政明） - マチルダ・アジャン（戸田恵子） - リード（石森達幸） - ブライト・ノア（鈴置洋孝） - スレッガー・ロウ（玄田哲章） - リュウ・ホセイ（飯塚昭三） - ジョブ・ジョン（千葉一伸） - ミライ・ヤシマ（白石冬美） - アムロ・レイ（古谷徹） - セイラ・マス（井上瑤） - カイ・シデン（古川登志夫） - ハヤト・コバヤシ（鈴木清信） - フラウ・ボウ（鵜飼るみ子） - テム・レイ（清川元夢） - モスク・ハン（徳丸完） |

### 機動戦士Ζガンダムの登場人物
| エゥーゴ - ブレックス・フォーラ（石井康嗣） - ヘンケン・ベッケナー（小杉十郎太） - アポリー・ベイ（二又一成） - ロベルト（塩屋浩三） - カミーユ・ビダン（飛田展男） - アストナージ・メドッソ（拡森信吾） - ファ・ユイリィ（岩居由希子） | ティターンズ - ジャミトフ・ハイマン（西村知道） - パプテマス・シロッコ（島田敏） - バスク・オム（郷里大輔） - ジャマイカン・ダニンガン（キートン山田） - ヤザン・ゲーブル（大塚芳忠） - ブラン・ブルダーク（中村秀利） - ライラ・ミラ・ライラ（津田匠子） - フォウ・ムラサメ（ゆかな） - ロザミア・バダム（浅川悠） アクシズ - ハマーン・カーン（榊原良子） |

### 機動戦士ガンダムΖΖの登場人物
| エゥーゴ - ルー・ルカ（松井菜桜子） - ジュドー・アーシタ（矢尾一樹） | ネオ・ジオン - イリア・バゾム（津田匠子） - デル（菅原淳一） - アリマス・モマ（大滝進矢） - ダニー（龍田直樹） - デューン（稲葉実） - エルピー・プル（本多知恵子） - プルツー（本多知恵子） - デザート・ロンメル（玄田哲章） |

### 機動戦士ガンダム 逆襲のシャアの登場人物
| ネオ・ジオン - ライル（斉藤次郎） - ナナイ・ミゲル（榊原良子） - レズン・シュナイダー（伊倉一恵） - ギュネイ・ガス（山寺宏一） - クェス・パラヤ（川村万梨阿） - ホルスト・ハーネス（池田勝） | 地球連邦 - ケーラ・スゥ（安達忍） - チェーン・アギ（折笠富美子） - ハサウェイ・ノア（佐々木望） - メラン（石塚運昇） |

### 機動戦士ガンダムUCの登場人物
| ネオ・ジオン - フル・フロンタル（池田秀一） - マリーダ・クルス（甲斐田裕子） | 地球連邦 - バナージ・リンクス（内山昂輝） |

### 機動戦士ガンダム MS IGLOOの登場人物
| ジオン公国 - モニク・キャディラック（長沢美樹） - デメジエール・ソンネン（天田益男） - ジャン・リュック・デュバル（土師孝也） - オリヴァー・マイ（石川英郎） - ヴェルナー・ホルバイン（堀内賢雄） - ヘルベルト・フォン・カスペン（沢木郁也） | 地球連邦 - フェデリコ・ツァリアーノ（中田譲治） |

### 機動戦士ガンダム 第08MS小隊の登場人物
| ジオン公国 - ギニアス・サハリン（速水奨） - ユーリ・ケラーネ（上恭ノ介） - ノリス・パッカード（市川治） - ボーン・アブスト（堀内賢雄） - マサド（中博史） - トップ（榊原良子） - バリー（岸野幸正） - デル（中嶋聡彦） - アス（梅津秀行） - ルネン（千葉一伸） - アイナ・サハリン（井上喜久子） | 地球連邦 - イーサン・ライヤー（永井一郎） - コジマ（藤本譲） - ジタン・ニッカード（永井一郎） - シロー・アマダ（檜山修之） - カレン・ジョシュワ（小山茉美） - テリー・サンダースJr.（玄田哲章） - エレドア・マシス（藤原啓治） - ミケル・ニノリッチ（優希比呂） |

### 機動戦士ガンダム0080の登場人物
| ジオン公国 - フォン・ヘルシング（平野正人） - キリング（戸谷公次） - ハーディ・シュタイナー（秋元羊介） - ミハイル・カミンスキー（島香裕） - アンディ・ストロース（星野充昭） - ガブリエル・ラミレス・ガルシア（島田敏） - バーナード・ワイズマン（辻谷耕史） | 地球連邦 - クリスチーナ・マッケンジー（林原めぐみ） |

### 機動戦士ガンダム0083の登場人物
| デラーズ・フリート - エギーユ・デラーズ（小林清志） - ノイエン・ビッター（池田勝） - シーマ・ガラハウ（真柴摩利） - ドライゼ（仲木隆司） - アナベル・ガトー（大塚明夫） - ケリィ・レズナー（玄田哲章） - ヴィリィ・グラードル（稲葉実） - ウォルフガング・ヴァール（岸野一彦） - デトローフ・コッセル（掛川裕彦） - クルト（稲葉実） - ゲイリー（田口昂） - アダムスキー（田原アルノ） - カリウス（飛田展男） アクシズ - ユーリー・ハスラー（青森伸） | 地球連邦 - グリーン・ワイアット（田中秀幸） - ジーン・コリニー（岸野一彦） - ジョン・コーウェン（渡部猛） - エイパー・シナプス（大塚周夫） - ナカッハ・ナカト（大滝進矢） - サウス・バニング（菅原正志） - ベルナルド・モンシア（茶風林） - アルファ・A・ベイト（戸谷公次） - ディック・アレン（筈見純） - チャップ・アデル（幹本雄之） - ラバン・カークス（森川智之） - コウ・ウラキ（堀川りょう） - チャック・キース（山田義晴） |

### その他の作品の登場人物
機動戦士ガンダム 閃光のハサウェイの登場人物
- マフティー・ナビーユ・エリン（佐々木望）

小説版 機動戦士ガンダムの登場人物
- クスコ・アル（榊原良子）

モビルスーツバリエーションの登場人物
- シン・マツナガ（中村秀利）
- ジョニー・ライデン（井上和彦）

GUNDAM THE RIDEの登場人物
- ジャック・ベアード（福島潤）
- アダム・スティングレイ（宝亀克寿）

機動戦士ガンダム外伝 THE BLUE DESTINYの登場人物
| - ニムバス・シュターゼン（速水奨） - マリオン・ウェルチ（林原めぐみ） - クルスト・モーゼス（清川元夢） | - ユウ・カジマ（なし） - フィリップ・ヒューズ（若本規夫） - サマナ・フュリス（関智一） - アルフ・カムラ（大塚芳忠） |

機動戦士ガンダム外伝 コロニーの落ちた地で…の登場人物
| - ヴィッシュ・ドナヒュー（平田広明） | - マスター・P・レイヤー（山寺宏一） - レオン・リーフェイ（幹本雄之） - マクシミリアン・バーガー（宮本充） |

機動戦士ガンダム戦記の登場人物
| - ケン・ビーダーシュタット（楠大典） | - マット・ヒーリィ（辻谷耕史） |

機動戦士ガンダム ギレンの野望の登場人物
- プロト・ゼロ（緑川光）
- ナレーション（小杉十郎太）